# Portada/article setembre 17
El teorema es pot escriure com una equació que relaciona les longituds dels costats a, b, i c, sovint anomenada l'equació de Pitàgores:
{\displaystyle a^{2}+b^{2}=c^{2}\!\,}

## Teorema de Pitàgores
El teorema de Pitàgores en el seu enunciat habitual estableix que en un triangle rectangle la suma dels quadrats dels catets (els costats que formen l'angle recte) és igual al quadrat de la hipotenusa (l'altre costat).
El teorema es pot escriure com una equació que relaciona les longituds dels costats a, b, i c, sovint anomenada l'equació de Pitàgores:
{\displaystyle a^{2}+b^{2}=c^{2}\!\,}
on c representa la longitud de la hipotenusa, i a i b representen les longituds dels altres dos costats.